# Kinh tế học văn hóa
Kinh tế học văn hóa là một nhánh của kinh tế học, nghiên cứu mối quan hệ của văn hóa với các hệ quả kinh tế. Ở đây, 'văn hóa' được định nghĩa bởi niềm tin và sở thích chung của các nhóm tương ứng. Những vấn đề mang tính hệ thống bao gồm như liệu văn hóa có quan trọng đối với các kết quả kinh tế và mối quan hệ của nó với các thể chế hay không và quan trọng như thế nào. Là một lĩnh vực đang phát triển trong kinh tế học hành vi, vai trò của văn hóa trong hành vi kinh tế ngày càng được chứng minh là có thể gây ra sự khác biệt đáng kể trong việc ra quyết định cũng như quản lý và định giá tài sản.

## Tổng quan
Các ứng dụng bao gồm nghiên cứu tôn giáo, vốn xã hội, chuẩn mực xã hội, bản sắc xã hội, khả năng sinh sản, niềm tin vào công lý tái phân phối, ý thức hệ, hận thù, khủng bố, lòng tin, quan hệ gia đình, định hướng lâu dài, và văn hóa kinh tế. Chủ đề phân tích chung là cách các ý tưởng và hành vi được lan truyền giữa các cá nhân thông qua việc hình thành vốn xã hội, mạng xã hội và các quá trình như học tập xã hội, trong thuyết tiến hóa xã hội và các dòng thông tin. Các phương pháp bao gồm các nghiên cứu điển hình và mô hình lý thuyết và thực nghiệm về sự truyền tải văn hóa trong và giữa các nhóm xã hội. Vào năm 2013, E. Down Laban đã bổ sung cách tiếp cận hệ thống giá trị vào khía cạnh xuất hiện văn hóa của kinh tế vĩ mô.

## Quá trình hoàn thiện
Kinh tế văn hóa phát triển từ việc hình thành nhu cầu và thị hiếu trong xã hội. Điều này một phần là do các khía cạnh được nuôi dưỡng, hoặc loại môi trường mà một người được nuôi dưỡng, vì chính quá trình nuôi dạy bên trong của một người sẽ định hình nhu cầu và thị hiếu trong tương lai của họ. Thị hiếu có được có thể được coi là một ví dụ về điều này, vì chúng chứng minh cách thức mà các sở thích có thể được định hình về mặt xã hội.
Một lĩnh vực tư tưởng quan trọng, tách biệt sự phát triển của kinh tế văn hóa với kinh tế học truyền thống là sự khác biệt trong cách các cá nhân đi đến quyết định của họ. Trong khi một nhà kinh tế học truyền thống sẽ coi việc ra quyết định là có cả những hệ quả tiềm ẩn và rõ ràng, thì một nhà kinh tế học văn hóa sẽ lập luận rằng một cá nhân sẽ không chỉ đi đến quyết định của họ dựa trên những quyết định ngầm hiểu và rõ ràng này mà còn dựa trên các quỹ đạo. Những quỹ đạo này bao gồm các quy tắc đã được xây dựng trong suốt nhiều năm và chi phối các cá nhân trong quá trình ra quyết định của họ.

### Kết hợp hệ thống giá trị và tư duy hệ thống
Các nhà kinh tế cũng bắt đầu xem xét kinh tế văn hóa với cách tiếp cận thông qua tư duy hệ thống. Theo cách tiếp cận này, mỗi nền kinh tế và văn hóa được xem như một hệ thống duy nhất, nơi "các tác động tương tác và phản hồi được thừa nhận, là nơi mà các động lực cụ thể được thể hiện rõ ràng". Theo nghĩa này, thông qua cách tiếp cận thư duy hệ thống, sự phụ thuộc lẫn nhau của văn hóa và kinh tế có thể được kết hợp và hiểu rõ hơn.
Cuốn sách WOMEnomics: The Next-Generation Economic System của E. Down Labani đã kết hợp các ý tưởng về hệ thống giá trị (xem trong giá trị (đạo đức)) và hệ thống tư duy để cung cấp một trong những khuôn khổ đầu tiên nhằm khám phá tác động của các chính sách kinh tế đối với văn hóa. Cuốn sách khám phá những điểm giao thoa của nhiều lĩnh vực như phát triển văn hóa, hành vi tổ chức, và lan truyền học nhằm khám phá nguồn gốc của kinh tế học văn hóa.

## Quá trình phát triển
Tốc độ phát triển của công nghệ hiện đại đang dần thay đổi cách công chúng tiêu thụ và chia sẻ văn hóa. Lĩnh vực kinh tế văn hóa đã có sự phát triển vượt bậc với sự ra đời của mạng xã hội trực tuyến, tạo ra những cải thiện hiệu quả về năng suất trong cách tiêu thụ văn hóa. Các công nghệ mới cũng đã dẫn đến sự hội tụ văn hóa, nơi tất cả các loại văn hóa có thể được truy cập trên một thiết bị duy nhất. Trong suốt quá trình trưởng thành, những người trẻ thuộc thế hệ hiện đại đang tiếp thu văn hóa nhanh hơn cha mẹ họ trong quá khứ thông qua các phương tiện mới. Điện thoại thông minh là một ví dụ điển hình về điều này khi tất cả mọi người đều có thể truy cập sách, nhạc, trò chuyện, tác phẩm nghệ thuật,... trên một thiết bị chỉ trong vài giây. Phương tiện này và nền văn hóa xung quanh nó đang bắt đầu có ảnh hưởng đến nền kinh tế, cho dù đó là tăng cường giao tiếp trong khi giảm được chi phí, rào cản gia nhập nền kinh tế công nghệ, hoặc tận dụng công suất dư thừa.
Lĩnh vực này cũng đã thể hiện sự phát triển rõ thông qua sự ra đời của các nghiên cứu kinh tế mới đặt trên lăng kính văn hóa.
Ví dụ, Kafka và Kostis (2021) trong một nghiên cứu gần đây được công bố trên Tạp chí Kinh tế So sánh, đã sử dụng tập dữ liệu bảng không cân bằng bao gồm từ 34 quốc gia OECD từ năm 1981 đến năm 2019, đi đến kết luận rằng nền tảng văn hóa trong thời kỳ tổng thể đang được xem xét có đặc điểm là hậu duy vật chất và làm tổn hại đến tăng trưởng kinh tế. Hơn nữa, họ nhấn mạnh cả về mặt lý thuyết và thực nghiệm của giả thuyết phản ứng dữ dội về văn hóa vì nền tảng văn hóa của các quốc gia được phân tích thể hiện sự chuyển dịch từ truyền thống / duy vật (từ năm 1981 đến năm 1998) sang các giá trị hậu duy vật (từ năm 1999 đến năm 2019). Bằng cách đó, họ kết luận về tác động tích cực của nền tảng văn hóa đối với tăng trưởng kinh tế khi các giá trị truyền thống / vật chất chiếm ưu thế và ảnh hưởng tiêu cực khi các giá trị hậu duy vật chiếm ưu thế. Những kết luận này nhấn mạnh văn hóa là một yếu tố quan trọng đối với tăng trưởng kinh tế và chỉ ra rằng các nhà hoạch định chính sách kinh tế nên xem xét nghiêm túc nó trước khi thiết kế các chính sách kinh tế cũng như để giải thích hiệu quả của các chính sách kinh tế được thực hiện.
Một nghiên cứu khác về những người châu Âu sống cùng gia đình đến tuổi trưởng thành được thực hiện bởi Paola Giuliano, một giáo sư tại UCLA. Nghiên cứu cho thấy những người gốc Nam u có xu hướng sống ở nhà cùng gia đình lâu hơn những người gốc Bắc u. Giuliano đã bổ sung phê bình liên quan đến văn hóa vào phân tích của cô ấy về nghiên cứu, tiết lộ rằng văn hóa Nam u ở nhà lâu hơn và sau đó liên hệ đến việc những người sống ở nhà lâu hơn có ít con hơn và lập gia đình muộn hơn, do đó góp phần làm giảm tỷ lệ sinh của châu Âu. Công trình của Giuliano là một ví dụ cho thấy sự phát triển của kinh tế học văn hóa đang bắt đầu lan rộng khắp lĩnh vực này như thế nào.

## Phát triển bền vững
Một lĩnh vực mà kinh tế văn hóa góp phần mạnh mẽ là phát triển bền vững. Phát triển bền vững được định nghĩa là "... sự phát triển đáp ứng các nhu cầu của hiện tại mà không làm ảnh hưởng đến khả năng của các thế hệ tương lai đáp ứng các nhu cầu của chính họ...". Văn hóa đóng một vai trò quan trọng trong việc này vì nó có thể xác định cách mọi người nhìn nhận việc chuẩn bị cho những thế hệ tương lai này. Sự trì hoãn ham muốn là một vấn đề kinh tế văn hóa mà các nước phát triển hiện nay đang phải giải quyết. Các nhà kinh tế cho rằng để đảm bảo rằng tương lai tốt hơn hiện nay, nhất định phải thực hiện các biện pháp như thu thuế hoặc “sống xanh” để bảo vệ môi trường. Những chính sách như thế này gây khó khăn cho việc các chính trị gia ngày nay thúc đẩy những người muốn giành được phiếu bầu của các cử tri, những người chỉ quan tâm đến hiện tại chứ không phải tương lai. Con người luôn muốn thấy những lợi ích trước mắt, không phải trong tương lai.
Nhà kinh tế học David Throsby đã đề xuất ý tưởng về sự phát triển bền vững về mặt văn hóa bao gồm cả các ngành công nghiệp văn hóa (như nghệ thuật) và văn hóa (theo nghĩa xã hội). Ông đã tạo ra một hệ tiêu chí liên quan đến việc so sánh các quy định chính sách nhằm đảm bảo sự phát triển cho các thế hệ tương lai. Các tiêu chí như sau:
Nâng cao phúc lợi vật chất và phi vật chất: ý chỉ sự cân bằng giữa các lực lượng kinh tế, xã hội và văn hóa
Công bằng giữa các thế hệ và duy trì vốn văn hóa: thế hệ hiện tại phải nhận ra trách nhiệm của họ đối với các thế hệ tương lai
Công bằng trong thế hệ hiện tại: công bằng trong phân phối tài nguyên văn hóa 
Thừa nhận sự phụ thuộc lẫn nhau: chính sách được đưa ra phải hiểu rõ mối liên hệ giữa các yếu tố kinh tế, văn hóa và các biến số khác trong một hệ thống tổng thể.
Với những tiêu chí này, Throsby hy vọng sẽ thúc đẩy sự công nhận giữa văn hóa và kinh tế, điều mà ông tin rằng bị thiếu sót trong các cuộc thảo luận kinh tế phổ biến.

## Tài chính văn hóa
Tài chính văn hóa một lĩnh vực đang phát triển trong kinh tế học hành vi, nghiên cứu tác động của sự khác biệt văn hóa đến các quyết định tài chính cá nhân và quyết định trên thị trường tài chính. Bài báo được cho là đầu tiên trong lĩnh vực này là "Vai trò của vốn xã hội trong phát triển tài chính" của Luigi Guiso, Paola Sapienza và Luigi Zingales. Bài báo đã nghiên cứu sự khác biệt nổi tiếng về vốn xã hội ảnh hưởng đến việc sử dụng và tính sẵn có của các hợp đồng tài chính trên các khu vực khác nhau của nước Ý. Ở các khu vực của đất nước có mức vốn xã hội cao, các hộ gia đình đầu tư bằng tiền mặt ít hơn và nhiều hơn chứng khoán, sử dụng nhiều séc hơn, có khả năng tiếp cận tín dụng tổ chức cao hơn và ít sử dụng tín dụng phi chính thức hơn. Vài năm sau, các tác giả này đã xuất bản một bài báo khác "Tin tưởng vào thị trường chứng khoán", cho thấy rằng sự thiếu tin tưởng nói chung có thể hạn chế sự tham gia trên thị trường chứng khoán. Vì lòng tin bao hàm một thành phần văn hóa mạnh mẽ, nên hai bài báo này thể hiện sự đóng góp quan trọng trong kinh tế văn hóa.
Năm 2007, Thorsten Hens và Mei Wang chỉ ra rằng thực sự nhiều lĩnh vực tài chính bị ảnh hưởng bởi sự khác biệt văn hóa. Vai trò của văn hóa đối với hành vi tài chính ngày càng được chứng minh là có tác động đáng kể đến việc quản lý và định giá tài sản. Sử dụng các khía cạnh của văn hóa được Shalom Schwartz xác định, người ta đã chứng minh được rằng việc chi trả cổ tức của doanh nghiệp được xác định phần lớn bởi các khía cạnh của quyền hành và nguyên tắc thận trọng. Cụ thể, mức độ thận trọng cao hơn có liên quan đến khối lượng và giá trị chi trả cổ tức lớn hơn, và mức độ thành thạo cao hơn có liên quan đến hoàn toàn ngược lại. Ảnh hưởng của văn hóa đối với việc chi trả cổ tức đã được chứng minh là có liên quan chặt chẽ đến sự khác biệt văn hóa trong sở thích về rủi ro và thời gian.
Một nghiên cứu khác đã đánh giá vai trò của văn hóa đối với việc quản lý thu nhập bằng cách sử dụng các khía cạnh văn hóa của Geert Hofstede và chỉ số quản lý thu nhập do Christian Leuz phát triển; trong đó bao gồm việc sử dụng thay đổi dồn tích để giảm biến động trong thu nhập được báo cáo, sử dụng thay đổi dồn tích để giảm biến động trong dòng tiền hoạt động được báo cáo, sử dụng tùy ý kế toán để giảm thiểu việc báo cáo các khoản lỗ nhỏ và sử dụng tùy ý kế toán khi báo cáo thu nhập hoạt động. Người ta thấy rằng khía cạnh Chủ nghĩa cá nhân của Hofstede có tương quan nghịch biến với việc quản lý thu nhập, và cùng với Mức độ e ngại rủi ro có tương quan đồng biến. Nhà kinh tế học hành vi Michael Taillard đã chứng minh rằng các hành vi đầu tư được gây ra chủ yếu bởi các yếu tố hành vi, phần lớn được cho là do ảnh hưởng của văn hóa đến khung tâm lý của các nhà đầu tư ở các quốc gia khác nhau, chứ không phải là lý trí, bằng cách so sánh các khía cạnh văn hóa được sử dụng bởi cả Geert Hofstede và Robert House, xác định những ảnh hưởng mạnh mẽ và cụ thể trong hành vi sợ rủi ro do các khía cạnh văn hóa chồng chéo giữa chúng không đổi trong khoảng thời gian 20 năm.
Liên quan đến đầu tư, nhiều nghiên cứu đã khẳng định rằng sự khác biệt lớn hơn giữa nền văn hóa của các quốc gia khác nhau làm giảm lượng đầu tư giữa các quốc gia đó. Người ta đã chứng minh rằng cả sự khác biệt về văn hóa giữa các quốc gia cũng như số lượng các nhà đầu tư không quen thuộc với một nền văn hóa không phải của họ đã làm giảm đáng kể mức độ sẵn sàng đầu tư của họ vào các quốc gia đó và chính những yếu tố này có tác động tiêu cực đến lợi nhuận trong tương lai, dẫn đến chi phí phí bảo hiểm về mức độ ngoại lai của một khoản đầu tư. Tuy vậy, thị trường vốn chủ sở hữu vẫn tiếp tục hội nhập, thể hiện qua sự chênh lệch giá cổ phiếu, trong đó hai yếu tố đóng góp lớn nhất là tỷ lệ thương mại giữa các quốc gia và tỷ lệ GDP từ đầu tư trực tiếp nước ngoài. Tuy nhiên,những yếu tố này cũng là kết quả của các nguồn hành vi. Báo cáo Đầu tư Thế giới của LHQ (2013) cho thấy hội nhập khu vực đang diễn ra với tốc độ nhanh hơn các quan hệ đối ngoại khác, xác nhận một nghiên cứu trước đó kết luận rằng các quốc gia gần nhau có xu hướng hội nhập hơn. Vì khoảng cách văn hóa gia tăng làm giảm lượng đầu tư trực tiếp nước ngoài, điều này dẫn đến mối tương quan đường cong tăng nhanh giữa hành vi tài chính và khoảng cách văn hóa.
Văn hóa cũng ảnh hưởng đến yếu tố nào hữu ích khi dự đoán định giá cổ phiếu. Ở Jordan, người ta thấy rằng 84% sự thay đổi trong lợi nhuận cổ phiếu được tính bằng cách sử dụng cung tiền, cơ cấu kỳ hạn lãi suất, tăng trưởng năng suất ngành và phần bù rủi ro; nhưng hoàn toàn không bị ảnh hưởng bởi tỷ lệ lạm phát hoặc lợi tức và cổ tức. Ở Zimbabwe, chỉ cung tiền và giá dầu là những yếu tố dự báo hữu ích cho việc định giá thị trường chứng khoán. Ấn Độ xác định tỷ giá hối đoái, chỉ số giá bán buôn, giá vàng và chỉ số thị trường là những yếu tố hữu ích.Một nghiên cứu toàn cầu ở Romania đã cố gắng xác định xem có bất kỳ yếu tố nào đánh giá thị trường chứng khoán là phổ biến về mặt văn hóa hay không, xác định lãi suất, lạm phát và sản xuất công nghiệp, nhưng sau cùng phát hiện ra rằng tỷ giá hối đoái, khối lượng trao đổi tiền tệ và thương mại đều chỉ có ở Romania.